# Aron (gemeente)
Aron is een gemeente in het Franse departement Mayenne (regio Pays de la Loire). De plaats maakt deel uit van het arrondissement Mayenne. Aron telde op 1 januari 2022 1.830 inwoners.
De Tour Eugène Sue is een overblijfsel van een 14e-eeuws kasteel.
De gemeente leed zware schade in augustus 1944 aan het einde van de Tweede Wereldoorlog. Op 5 augustus 1944 trokken de Duitse troepen zich terug uit Aron. De volgende dag begonnen de Duitsers echter een tegenoffensief en tot 12 augustus werd er zwaar gevochten in en rond Aron. Vijftig huizen werden vernield en de terugtrekkende Duitse troepen staken de kerk, de pastorie en de jongensschool in brand. 22 burgers verloren het leven, waarvan er vijf werden gefusilleerd door de Duitsers.

## Geografie
De oppervlakte van Aron bedroeg op 1 januari 2022 32,85 vierkante kilometer; de bevolkingsdichtheid was toen 55,7 inwoners per km².
De Aron, een zijrivier van de Mayenne, stroomt door de gemeente.

## Demografie
Onderstaande figuur toont het verloop van het inwonertal (bron: INSEE-tellingen).